# Liste von Sakralbauten in Rommerskirchen
Die Liste von Sakralbauten in Rommerskirchen enthält die Kirchengebäude, Kapellen und andere Sakralbauten in der Stadt Rommerskirchen. Nicht aufgeführt sind Wegekreuze.

## Christentum

### Katholische Kirchen
| Abbildung | Name                | Standort                                               | Koordinaten                    | Bauzeit | Pfarrei                   | Anmerkungen                                                                              |
| --------- | ------------------- | ------------------------------------------------------ | ------------------------------ | --- | ------------------------- | ---------------------------------------------------------------------------------------- |
|           | St. Antonius Eremit | Evinghoven Widdeshovener Str. 65, 41569 Rommerskirchen | 51° 4′ 22,6″ N, 6° 41′ 32,4″ O | 1750 Kapelle, 1875–1878 ersetzt (August Carl Lange) | Rommerskirchen-Gillbach   | Erst 1893 zur Pfarrkirche erhoben.                                                       |
|           | St. Briktius        | Oekoven Roncalliplatz 1, 41569 Rommerskirchen          | 51° 3′ 51,4″ N, 6° 39′ 51,7″ O | 1223 erstmals genannt, Seitenschiffe im 16. Jh. verändert, Restaurierung 1877–1880 (August Carl Lange) | Pfarrei                   | Pfeilerbasilika                                                                          |
|           | Lambertuskapelle    | Ramrath Kölner Straße 24, 41569 Rommerskirchen         | 51° 5′ 46,6″ N, 6° 40′ 34,4″ O | 9. / 10. Jh., um 1200 (nördliches Seitenschiff, Ende des 17. Jh. oder 1814 niedergelegt), nach dem Ende des Dreißigjährigen Kriegs restauriert. Umbauten 1814 und 1830, 1949/50 Restaurierung nach Einsturz des Westgiebels, 1961 Rückbau auf den Stand von 1200. | St. Stephanus (Hoeningen) | [ 2 ] [ 3 ] [ 4 ]                                                                        |
|           | St. Martinus        | Nettesheim Martinusstraße 1, 41569 Rommerskirchen      | 51° 3′ 5,3″ N, 6° 42′ 25,2″ O  | 1195 erstmals genannt, 1474/75 bis auf den Turm zerstört, Wiederaufbau bis 1515, 1858 und 1885 erweitert (Heinrich Nagelschmidt), in den 1960er Jahren renoviert.                                                                                                 | Pfarrei                   |                                                                                          |
|           | St. Peter           | Rommerskirchen Kirchstraße 3, 41569 Rommerskirchen     | 51° 2′ 2,1″ N, 6° 40′ 59,7″ O  | Anfang des 12. Jh., bis auf den Turm 1865 durch neugotischen Neubau ersetzt (Heinrich Nagelschmidt), 1945 zerstört. Kirche 1950/51 (Josef Lehmbrock, Düsseldorf).                                                                                                 | Pfarrei                   | Schon um 700 gab es hier eine Holzkirche, die um 900 durch einen Steinbau ersetzt wurde. |
|           | St. Stephanus       | Hoeningen Stephanusstraße 16, 41569 Rommerskirchen     | 51° 5′ 34,6″ N, 6° 41′ 25,6″ O | Um 1100, 1195 erstmals erwähnt, 1524 südliches Seitenschiff ersetzt, 1643–52 Reparaturen, 1771 Erweiterungen, 1864 Erweiterung (Heinrich Nagelschmidt), 1958/60 Instandsetzung, 1985 Renovierung                                                                  | Pfarrei                   | [ 7 ]                                                                                    |
|           | Kapelle Widdeshoven | Widdeshoven Hoeninger Straße 39, 41569 Rommerskirchen  | 51° 5′ 1,3″ N, 6° 41′ 24,5″ O  | Ende des 19. Jahrhunderts |                           | Seit 1987 unter Denkmalschutz, gepflegt von der Nachbarschaft.                           |

### Evangelische Kirchen
| Abbildung | Name            | Standort                                              | Bauzeit                                              | Anmerkungen                                                              |
| --------- | --------------- | ----------------------------------------------------- | ---------------------------------------------------- | ------------------------------------------------------------------------ |
|           | Kreuzkirche     | Frixheim Königsberger Straße 13, 41569 Rommerskirchen | 1955 als Kapelle, später Erweiterung und Glockenturm | Große Wiesen links und rechts der Kirche, im Sommer zu Konzerten genutzt |
|           | Samariterkirche | Eckum Grünweg 11, 41569 Rommerskirchen                | 1965/67                                              | Mit Gemeindezentrum                                                      |

## Islam
Es gibt in Rommerskirchen keine Moscheen oder islamischen Gebetsräume.

## Judentum
| Abbildung | Name               | Standort                                           | Bauzeit | Anmerkungen |
| --------- | ------------------ | -------------------------------------------------- | --- | --- |
|           | Jüdisches Bethaus  | Nettesheim Lommertzweg, 41569 Rommerskirchen       | | In der 2. Hälfte des 18. Jh. wurde am Lommertzweg 11 eine Synagoge errichtet, die allerdings im Winter 1846/47 abbrannte. Danach wurde das Haus Lommertzweg 9 von ca. 1850 bis 1938 als Synagoge genutzt; heute durch ein neues Wohnhaus ersetzt. |
|           | Jüdischer Friedhof | gegenüber Nettesheimer Weg 1, 41569 Rommerskirchen | Letztes Begräbnis 1934 | Nicht öffentlich zugänglich |
|           | Jüdischer Friedhof | Stommelner Weg 13, 41569 Rommerskirchen            | 1901 (Der spätestens 1770 eingerichtete Vorgängerfriedhof am Bruchrandweg im Butzheimer Bruch war nur schwer erreichbar und ist seit 1925/27 nicht mehr als Friedhof erkennbar.) | Letztes Begräbnis 1933. Noch sind 12 Grabsteine vorhanden. Seit 1996 unter Denkmalschutz. |